# Партійні збори

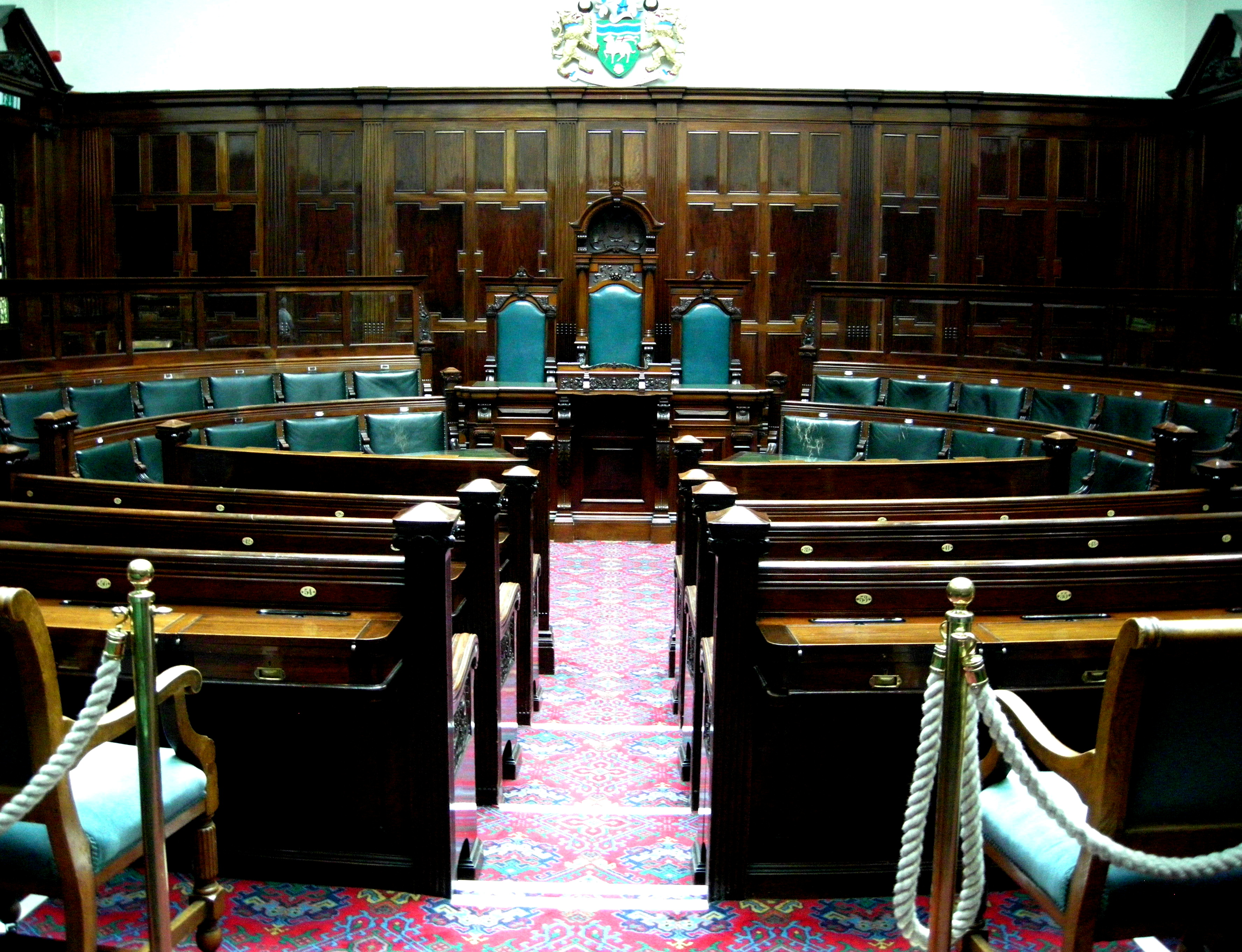
Приміщення комітету в

Партійні збори (англ. Caucus) — зустріч членів і прихильників певної політичної партії; найвищий керівний орган первинних партійних організацій.

## В країнах Співдружності націй

### Австралія, Канада, Нова Зеландія та ПАР
Партійні збори відбуваються і в Австралії, Канаді, Новій Зеландії та ПАР. Утім, термін «кокус» (англ. caucus) частіше означає усіх членів партії в парламенті (тобто парламентську фракцію), аніж періодичну зустріч цих членів парламенту. Так, Австралійську федеральну парламентську партію лейбористів часто називають лейбористським кокусом.

### Об'єднане королівство
Термін «кокус» (партійні збори) здебільшого не використовується в британській політиці, окрім як синонім до політичної кліки або інтриги.

## В США
В політичній системі США партійні збори відіграють декілька ролей. Члени політичної партії або підгрупи можуть збиратись задля спільного координування власної діяльності, обговорення політичних позицій групи та номінування кандидатів на різні посади.

## В СРСР
В СРСР партійні збори були найвищим керівним органом первинних партійних організацій. На партійних зборах обговорювались найзначиміші питання партійного життя трудового або навчального колективу, а також обговорювались постанови та директиви вищепоставлених партійних і владних органів. Періодично проводились звітно-виборні партійні збори, на яких заслуховувались звіти та оцінювалась партійних бюро, парткомів та секретарів первинних партійних організацій, а також обирались нові склади партбюро, парткомів і секретарі та їхні заступники. Діяльність партійної організації ґрунтувалась на постанові партійних зборів.
Партійними зборами керувала президія, обрана відкритим голосуванням. Партійні збори поділялись на закриті (присутні лише комуністи) та відкриті (присутні також безпартійні).